# Stora Snöfallstjärnen
Stora Snöfallstjärnen är en sjö i Karlskoga kommun i Värmland och ingår i Göta älvs huvudavrinningsområde. Sjön är 9 meter djup, har en yta på 0,01 kvadratkilometer och befinner sig 226 meter över havet.